# Aéroport d’Orly (Métro Paris)
Aéroport d’Orly ist der Name einer Station der Linie 14 der Pariser Métro. Die Métrostation befindet sich in Paray-Vieille-Poste, Département Essonne, wenige Kilometer südlich der Pariser Stadtgrenze und wird die neue südliche Endstation der Linie 14 darstellen.
Die Station schließt den Flughafen Paris-Orly besser an den öffentlichen Nahverkehr im Großraum Paris an.

## Hintergrund
Die Eröffnung der Station erfolgte am 24. Juni 2024 im Vorfeld der Olympischen Spiele 2024 in Paris. Sie ist Teil der Verlängerung der Linie 14 um sieben Stationen von Olympiades bis Aéroport d’Orly und Teil des Grand Paris Express. Die Bauarbeiten begannen 2018.
In Planung befindet sich noch die Linie 18 der Pariser Métro, die an dieser Station ihren südöstlichen Endhaltepunkt haben wird. Die Eröffnung des ersten Bauabschnittes von Aéroport d’Orly bis CEA Saint-Aubin ist für 2027 vorgesehen. Der Bauauftrag für diesen Abschnitt wurde am 15. Mai 2020 offiziell an Vinci Construction vergeben.